# سيتو ليلو

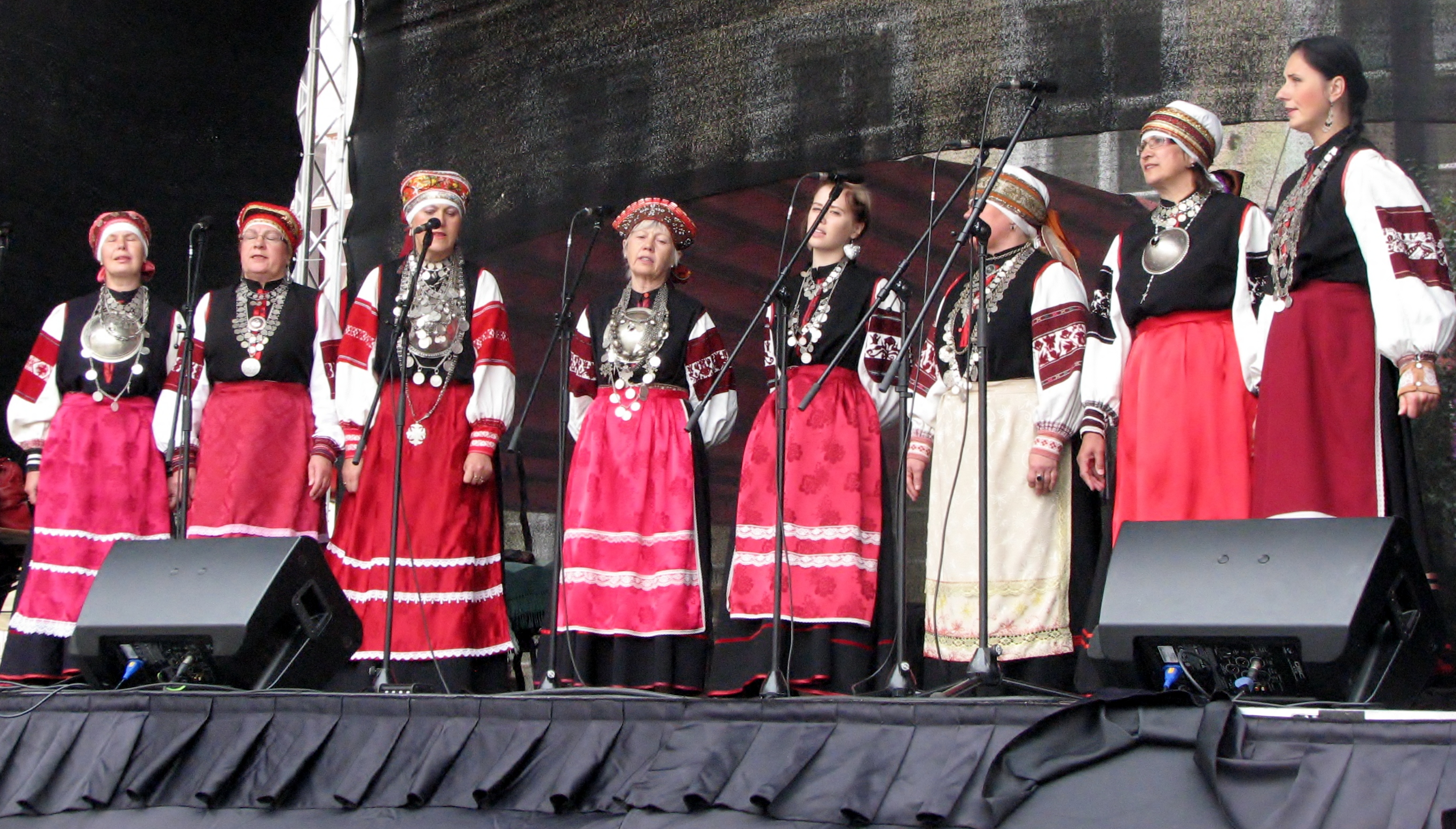
تقدم الفرقة الموسيقية سيتو ليلو (2012)

سيتو ليلو هو أسلوب سيتوس في الغناء الشعبي بأسلوب الألحان المتعددة.
في عام 2009، تمت إضافة سيتو ليلو إلى اليونسكو قائمة التراث الثقافي غير المادي. يتم أداء سيتو ليلو عادةً من قبل النساء، اللاتي يرتدين الملابس التقليدية. خلال احتفال يوم مملكة سيتو، تمنح المغنية الرائدة الفائزة في مجموعة ليلو لقب "أم الأغنية".

## الديسكوغرافيا
- Setusongs. تم تسجيله في فيرسكا وأوبينيتسا في مايو 1990. إنتاج قرص مضغوط بواسطة Global Music Centre وMipu Music (MIPUCD 104) في 1991

## قراءة إضافية
- لاوري هونكو: أغنية موت العذراء والزفاف الكبير. آن فيبارنا، الأسطورة الشفهية المكتوبة بواسطة أ. أ. فيسانن. (FF Communications، 281) أكاديمية Scientiarum Fennica، هلسنكي 2003
- إنغريد روتيل: طبقات الأغنية الشعبية لسكان سيتوك وخلفياتهم العرقية الثقافية. في: Finnisch-ugrische Forschungen 49 (1988)، المجلد 2، ص 85–128
- ليا فيرتانين: تقليد الأغاني للنساء في سيتوك. في: Folklorica. مقالة تكريمية لـ فيليكس ج. أويناس. بلومينغتون، إنديانا 1988 (= إنديانا يونيفرسيتي، سلسلة الأورالية والآلتايك 141)، ص 307–325

## روابط خارجية
- سيتو ليلو، تقليد الغناء الشعبي في سيتو. اليونسكو
- سيتو ليلو، تقليد الغناء الشعبي في سيتو. يوتيوب، قناة اليونسكو

قالب:قائمة اليونسكو التمثيلية للتراث الثقافي غير المادي للإنسانية/ENA